# Zielvereinbarung
Als Zielvereinbarung wird in der Managementlehre und Organisationslehre eine Führungstechnik bei Personenvereinigungen bezeichnet, welche die gegenseitige Einigung der Mitglieder über die Verfolgung genau festgelegter Ziele zum Inhalt hat.

## Allgemeines
Personenvereinigungen sind insbesondere Unternehmen, Behörden oder Institutionen. Eine Vereinbarung setzt die Einigung zwischen Führungskraft (Management) und Mitarbeitern über zu erfüllende Ziele voraus. Bei einer Zielvorgabe dagegen liegt eine einseitige Festlegung der Ziele durch die Führungskraft vor. Um eine Zielvorgabe handelt es sich auch dann, wenn der Arbeitgeber auf Grundlage seines Direktionsrechts (Leistungsbestimmungsrechts) die Ziele einseitig bestimmt. Das Direktionsrecht aus § 106 GewO berechtigt den Arbeitgeber, die Arbeitspflicht des Arbeitnehmers einseitig näher zu bestimmen., was auch durch Zielvorgaben geschehen kann.

## Zielvereinbarungsprozess
Der Zielvereinbarungsprozess beinhaltet die Vorbereitungsphase (mit Zielfindung, Zieldefinition), die eigentliche Zielvereinbarung, die Zielumsetzungsphase und den Soll-Ist-Vergleich; danach beginnt der Prozess erneut. Er wird auf allen Hierarchie-Ebenen mit der jeweils direkt unterstellten Ebene als kooperativer Führungsstil durchgeführt (beispielsweise Vorstand mit Middle-Management usw.) und definiert den Zielhorizont (ein Jahr oder weniger oder mehr). Die Vereinbarung von Zielen erleichtert die Steuerung und Koordination aller Organisationseinheiten und trägt zur Arbeitsmotivation bei.

### Zielfindung
Bei der Priorisierung von Unternehmens- oder Projektzielen orientieren sich Manager regelmäßig an den globalen Zielen des Gesamtunternehmens. Dabei wird zwischen kurz-, mittel- und langfristigen Zielen sowie zwischen operativen und strategischen Zielen unterschieden.
Bei der Zielvereinbarung im Ausbildungssektor beispielsweise stehen vor allem die Motivation aller Teilnehmer und ihre gemeinsame Verantwortung für das Erreichen der vereinbarten Zielvorstellungen im Vordergrund. Die Zielformulierung dient dazu, die nachfolgende Planung allen Beteiligten verständlich zu machen, eine tragfähige Mitarbeit zu sichern und den Fortschritt zielorientiert steuern zu können. Für den Einsatz der benötigten Ressourcen werden zur Kontrolle Zwischenziele vereinbart, um das Vorhaben unter Berücksichtigung der Entwicklung bis zum nächsten Zwischenziel weiterzuführen. Das Formulieren von Zielen hilft dabei, die gesetzten Rahmenbedingungen einzuhalten. Meilensteine führen zu einer abschnittsweisen Bearbeitung eines Projekts mit Korrekturmöglichkeiten.

### Zieldefinition
Bei den Zielvereinbarungen von Unternehmen werden z. B. Arbeitsleistungen des Arbeitnehmers als „interner Lieferant“ ausgehandelt.
Ein Ziel hat vier Dimensionen:
- die Zielrichtung und die daraus entwickelte
- Messgröße,
- die Zielhöhe der Messgröße, möglicherweise in Beziehung gesetzt zu einem
- Bezugswert.

Beispiel
- „Ergebnisverbesserung“ sei die Zielrichtung,
- die Messgröße könnte dann zum Beispiel der EBIT sein,
- die Zielhöhe beispielsweise „5 Prozent“ und
- der Bezugswert beispielsweise „Vorjahr“.

Das Ziel hieße dann komplett: „Steigerung des EBIT um 5 Prozent gegenüber dem Vorjahr“. Bei Angabe der Zielhöhe als absolutem Wert kann auf die Angabe eines Bezugswertes verzichtet werden, zum Beispiel: „Ergebnisverbesserung auf 3,2 Mio. Euro.“
Ein Ziel sollte so definiert werden, dass
- die Zielrichtung die strategische Ausrichtung des Unternehmens widerspiegelt,
- die Messgröße diese auch tatsächlich abbildet,
- die Zielhöhe akzeptiert, mit Anstrengung realistisch erreichbar und motivierend ist. Insbesondere ist nach dem Arbeitsschutzgesetz beim Arbeitsschutz und bei der Arbeitssicherheit gemäß Arbeitssicherheitsgesetz sicherzustellen, dass sich aus den vereinbarten Aufgaben keine Gefährdung der physischen und psychischen Gesundheit des Arbeitnehmers ergibt. Eine Gefährdung kann sich beispielsweise aus der Vereinbarung sogenannter Maximalziele (englisch stretched targets) ergeben, die auf der maximalen Ausschöpfung des Leistungspotenzials basieren, denn sie enthalten keine „Puffer“.

Bei Zielvereinbarungen von Bildungseinrichtungen wie Hochschulen oder Schulen geht es zum Beispiel um die mittelfristige und langfristige Profilbildung, die das unverwechselbare Aushängeschild der Einrichtung ausmachen und von anderen, konkurrierenden Einrichtungen unterscheiden soll. Sie muss im Hochschulbereich von den Gremien, dem Senat, den Fakultäten und Instituten mitgetragen und aktiv nach innen und außen vertreten werden, um erfolgreich sein zu können.
Bei Zielvereinbarungen von Institutionen wie Krankenhäusern geht es z. B. um die fachliche Ausrichtung und den entsprechenden Ausbau der Einrichtung, die vom Verwaltungsrat beraten, beschlossen und mit der Ärzteschaft und dem Pflegepersonal abgestimmt sein muss. Eine solche Zielvorgabe ist nur selten konfliktfrei lösbar.

### Zielsetzung oder Zielstellung
Ein Ziel wird beschrieben nach einem Modell, welches die Kommunikation zwischen den Beteiligten unterstützt.

#### Strategische Ziele
Strategische Ziele sind langfristig ausgerichtet. Im Unternehmensbereich gelten als solche etwa eine Produktentwicklung, der Ausbau von Marktanteilen oder das Erschließen neuer Märkte, was gleichzeitig für mehrere selbstständige Wirtschaftssubjekte gilt. Häufig verfolgen diese Einheiten divergierende Ziele, die zum Teil im Wettbewerb untereinander stehen oder Zielhierarchien bilden. Eine bekannte und ganzheitliche Planungshilfe für die Gesamtausrichtung ist die Balanced Scorecard, in der langfristige und wertbildende Ziele festgelegt werden. Als Instrumente der strategischen Ziele sind unter anderem die Portfolioanalyse, Potentialanalyse, ROI-Analyse oder der Produktlebenszyklus zu sehen.
Im Bildungsbereich beinhalten strategische Ziele z. B. die langfristige bildungspolitische Ausrichtung der Einrichtung, um im Konkurrenzkampf der Hochschulen oder Schulen auf Dauer bestehen zu können. Gleiches gilt für die Sicherung des Bestandserhalts von Krankenhäusern und Sanatorien.

#### Operative Ziele
Operative Ziele sind zumeist kurz- bis mittelfristig orientiert oder beziehen sich nur auf einzelne Abteilungen Großunternehmen oder Krankenhäuser beziehungsweise auf die Fakultäten und Institute von Hochschulen. Häufig wird von Jahres- oder Quartalszielen ausgegangen. Da diese ohne eine übergeordnete langfristige und ganzheitliche Zielorientierung zu einer gegenseitigen Kannibalisierung einzelner Leistungsbereiche führen können (einzelne Profitcenter arbeiten gegeneinander oder Marketing und Vertrieb verfolgen unterschiedliche Strategien), müssen operative Ziele sich den strategischen unterordnen.
Bei komplexen Projekten wie bei einer Softwareentwicklung werden im Verlauf einer Entwicklungsphase (z. B. Fachkonzept, DV-Konzept, Programmierung, Test, Einführung) Meilensteine als Zwischenziele vereinbart. Sie sind Teil einer Roadmap. Beim Erreichen eines solchen Entwicklungsstandes kann gegebenenfalls ein Projekt neu ausgerichtet oder sogar vorzeitig beendet werden, was eine erhebliche Ersparnis an Zeit und Kosten bedeuten kann.
In Ausnahmefällen kann ein operatives Ziel auch bewusst Verluste ansteuern, wenn zum Beispiel in der Unternehmensgründungsphase oder bei der Neueinführung eines Produktes bewusst Anlauf- oder Umstrukturierungsverluste geplant werden. Die Gewinnschwelle (englisch break-even point) ist die Schwelle, an der die Erlöse die Kosten decken und wird strategisch geplant. Im Hochschulbereich wird im Unterschied zu unternehmerischen Bereichen, zu denen inzwischen auch die Krankenhäuser gezählt werden, immer wieder das Argument ins Feld geführt, dass es sich bei Bildungseinrichtungen (und eigentlich auch bei Gesundheitseinrichtungen) nicht in erster Linie um Produktionsstätten handele, die materielle Gewinne erwirtschaften sollten, sondern um Institutionen, deren volkswirtschaftliche Leistung erst sekundär in gut ausgebildeten Akademikern bzw. gesunden Menschen erkennbar werde.

##### Ergebnisziel
Eine vollständige Ergebniszielformulierung eines Wirtschaftsbetriebs könnte lauten: „Die XZ-Abteilung plant einen regionalen operativen Ausbau der Direktvertriebsumsätze für Kopiergeräte auf 400.000 € für das laufende Geschäftsjahr in ihrem Vertriebsgebiet PLZ (sic!) 50000–55000. Dieses Ergebnis soll mit Einsatz der beiden Außendienstverkäufer der Abteilung und mit Hilfe einer Vollzeitstelle im konzerneigenen Callcenter unter Leitung des Regionalvertriebsleiters CBA erreicht werden. Hierbei ist insbesondere auf die strategischen Wettbewerbsvorteile des Types SOSOSO4 gegenüber dem Hauptwettbewerber NENENE9 zu achten. Bei Bedarf unterstützt der Regionalvertriebsleiter beide Mitarbeiter in Kundengesprächen am Ort.“

##### Prozessziel
Eine vollständige Prozesszielformulierung eines Unternehmens könnte lauten: „Die Seminarqualität unserer Trainingsleiter soll noch im Laufe dieses Quartals soweit gesteigert werden, dass die Kundenbefragungen in den Kategorien ‚Praxisnähe‘, ‚Lernen mit Spaß und Freude‘ sowie ‚Umsetzbarkeit‘ ein Mittel von 80 Prozent auf unseren Bewertungsbögen erreichen. Dazu ist es geplant, ein rollierendes Coaching- und Hospitationsverfahren einzurichten, bei dem sämtliche Trainer mindestens einmal im Monat an einer Veranstaltung eines Kollegen teilnehmen. Der so entstehende Austausch soll bis spätestens Quartalsmitte zur Dozentenkonferenz entwickelt und diskussionsfähig sein. Die Verantwortung für diese Maßnahme hat Fachdozentin GRR in Abstimmung mit ZTG.“
Das Prozessziel einer Schule könnte etwa lauten: Durch Anwerben und Einsatz speziell geschulter Lehrkräfte und Sozialpädagogen wollen wir in außerunterrichtlichen Trainingskursen erreichen, dass die uns zur Integration überantworteten Migrantenkinder in einem vorgegebenen Zeitrahmen so gute Deutschkenntnisse und Verhaltensweisen erreichen, dass sie am normalen Unterricht, für alle erfolgversprechend, teilnehmen können.

## Management by Objectives
Die Führung durch Zielvereinbarung (englisch Management by Objectives) ist eine Führungstechnik, in deren Zentrum die Zielvereinbarungen stehen.
Die für die Mitarbeiter gültigen Ziele können nach SMART formuliert werden:
| Buchstabe | Bedeutung (englisch) | Bedeutung (deutsch) | Beschreibung                                                                        |
| --------- | -------------------- | ------------------- | ----------------------------------------------------------------------------------- |
| S         | englisch Specific    | spezifisch          | Ziele müssen eindeutig definiert sein (nicht vage, sondern so präzise wie möglich). |
| M         | englisch Measurable  | messbar             | Ziele müssen messbar sein                                                           |
| A         | englisch Achievable  | erreichbar          | Die Ziele müssen für die Person ansprechend bzw. erstrebenswert sein                |
| R         | englisch Reasonable  | angemessen          | Das gesteckte Ziel muss möglich und realisierbar sein.                              |
| T         | englisch Time-bound  | terminiert          | Das Ziel muss mit einem festen Termin festgelegt werden können.                     |

Die eher groben Unternehmensziele (etwa Gewinnmaximierung) werden für Zwecke des Management by Objectives auf operationale Leistungsziele (etwa Marktanteil eines Produkts: 10 % im nächsten Geschäftsjahr) für jede Organisationseinheit konkretisiert und heruntergebrochen. Dabei dient ein ständiger Soll-Ist-Vergleich im Rahmen der Abweichungsanalyse zur Messung des Zielerreichungsgrades. Kann am Ende einer Rechnungsperiode im Beispiel lediglich ein Marktanteil von 8 % vorgewiesen werden, liegt der Zielerreichungsgrad bei 80 %. Aus der Summe der Einzelziele werden dann die Unternehmensziele aggregiert. Die Mitarbeiter sollen ihre täglichen Arbeitsaufgaben an den ihnen gesetzten Zielen ausrichten und so im Sinne des Management by Objectives handeln. Bei der Mitarbeiterbeurteilung kann geprüft und bewertet werden, inwieweit die Mitarbeiter ihre vereinbarten Ziele erreicht haben.
Im Rahmen des Management by Objectives können unter anderem folgende, auf betriebswirtschaftlichen Kennzahlen aufbauende Zielvereinbarungen getroffen werden:
| betriebliche Funktion | Zielvereinbarung                                 |
| --------------------- | ------------------------------------------------ |
| Personalwesen         | Verminderung des Krankenstandes von 6 % auf 4 %  |
| Produktion            | Verminderung der Ausschussquote von 3 % auf 1 %  |
| Finanzierung          | Erhöhung der Eigenkapitalquote von 28 % auf 33 % |
| Vertrieb              | Erhöhung der Exportquote von 8 % auf 10 %        |

Zur Erreichung dieser Ziele stehen meist mehrere Handlungsalternativen zur Verfügung. Ein hoher Krankenstand beispielsweise kann viele Ursachen haben, die bekämpft werden müssen. Hierzu gehören Arbeitsbelastung, Arbeitsleid, Arbeitsmotivation, Arbeitsschutz, Arbeitsschwere, Arbeitssicherheit, Betriebsklima als mittelbare Ursachen und betrieblicher Gesundheitsschutz als unmittelbare Ursache.

## Organisatorische Aspekte
Die Fachliteratur geht mehrheitlich davon aus, dass in der Praxis nicht mit Zielvereinbarungen geführt wird, sondern überwiegend mit Zielvorgaben. Dabei werden die Zielgrößen und eine verbindliche Zielverfolgung von der Führungskraft vorgegeben. Bei einer Zielvereinbarung in hierarchisch strukturierten und geführten Unternehmen werden Ziele diktiert. Zielvereinbarungen sind in diesem Fall ein Mittel, bei fehlendem Vertrauen einen kurzzeitigen Aktionismus auszulösen. Ab einer gewissen Betriebsgröße sind sie unvermeidbar. Ist das Vertrauen gestört, sind Zielvereinbarungen eine Absicherung bei der Delegation von Aufgaben. Sie haben bei Erfüllung oder Nichterfüllung Belohnungen oder Bestrafungen zur Konsequenz. Dies hat Auswirkungen auf künftige Zusammenarbeit und Motivation. Zielvereinbarungen werden innerlich nur akzeptiert, wenn die Beteiligten über ausreichend Autonomie und Entscheidungsspielraum verfügen und somit die Handlungen selbst steuern können. Zielvereinbarungen sind intrinsische Motivation, Zielvorgaben stellen dagegen extrinsische Motivation dar, wobei die intrinsische Arbeitsmotivation die vorzuziehende ist.
Mitbestimmung
Angesichts der Probleme und Risiken von zur Mitarbeiterbeurteilung eingesetzten Zielvereinbarungen ist ihre Umsetzung in Deutschland mitbestimmungspflichtig. Dies ist insbesondere dann der Fall, wenn es darum geht, die Mitarbeiter kollektiv und verbindlich in eine die Arbeitspflicht übergreifende Unternehmensstrategie einzubeziehen. Der Betriebsrat vertritt aber auch die Interessen von Mitarbeitern, mit denen ein Unternehmen Zielvereinbarungen einzeln abschließen will. Hier besteht eine der Aufgaben des Betriebsrates darin, auf eine tatsächliche Erreichbarkeit, auf die objektive Messbarkeit von Zielen und auf Ausgewogenheit zu achten. Wichtig ist auch eine Gefährdungsbeurteilung der vereinbarten Ziele und Aufgabenstellungen selbst dann, wenn keine chemisch-physikalischen Gefahren zu berücksichtigen sind, denn der moderne europäische Arbeitsschutz hat den Arbeitgeber auch für die Vermeidung arbeitsbedingter psychischer und psychosomatischer Erkrankungen verantwortlich gemacht. Hier hat der Betriebsrat sehr wirkungsvolle Mitbestimmungs- und Überwachungsmöglichkeiten.
Ohne Bezug zum Arbeitsentgelt ist eine Zielvereinbarung in Deutschland ein mitbestimmungspflichtiger „allgemeiner Beurteilungsgrundsatz“ nach § 94 Abs. 2 BetrVG, bei Kontrolle durch Datenverarbeitungssystem gilt zusätzlich eine Mitbestimmung der Leistungs- und Verhaltenskontrolle nach § 87 Abs. 1 Nr. 6 BetrVG. Bei Bezug zum Entgelt finden § 87 Abs. 1 Nr. 10 bis 12 BetrVG Anwendung. In der Praxis wird in Betrieben mit einem Betriebsrat der Einsatz von Zielvereinbarungen durch eine Betriebsvereinbarung zwischen der Betriebsleitung und dem Betriebsrat geregelt.
In didaktischen Projekten gehört die Mitbestimmung zu den konstituierenden Kernmerkmalen dieser Unterrichtsform. Es handelt sich um den sogenannten sozialintegrativen Unterricht, der sich gerade durch gemeinsame Zielvereinbarungen für die anstehenden Lernprozesse sowohl von der Form des lehrerzentrierten wie der des schülerzentrierten Unterrichts unterscheidet. Die Lernenden sind sowohl in die endgültigen als auch die Teilzielvereinbarungen eingebunden und entsprechend für den Erfolg mitverantwortlich. Dies wird in aufwendigeren Projekten durch einen eigenen Projektvertrag auch schriftlich besiegelt.
Probleme und Risiken
Wird die Zielvereinbarung vom Arbeitnehmer unterschrieben, dann handelt es sich dabei um einen schriftlichen Zusatz zum Arbeitsvertrag. In Unternehmen mit Betriebsrat können sich Arbeitnehmer vom Betriebsrat über die Konsequenzen einer Unterschriftsleistung beraten lassen.
In einer sinnvollen Systemanalyse sind sowohl Eingangs- als auch Ausgangsgrößen zu bewerten. Bei der Bewertung von Mitarbeitern wird diese Voraussetzung in vielen Fällen vernachlässigt: Die Pflichten des Arbeitnehmers als betriebsinterner Lieferant werden vereinbart und ihre Erreichung wird bewertet, die Rechte des Arbeitnehmers als betriebsinterner Kunde werden nicht in gleichem Maße festgehalten. Häufig leidet die Qualität von Zielvereinbarungen darum auch unter einer Asymmetrie zwischen der Bewertung der Leistungen, die ein Mitarbeiter erbringt und der Bewertung der Leistungen, die Voraussetzung für die erfolgreiche Arbeit des Mitarbeiters sind. Wenn diese Vernachlässigung trotz Widerspruch des Mitarbeiters beibehalten wird, wird die Vernachlässigung zum Vorsatz und sollte vom Mitarbeiter entsprechend dokumentiert werden.
Möglich ist auch, dass Zielvereinbarungen so gestaltet werden, dass die Ziele praktisch nicht erreicht werden können. Ziel eines solchen Vorgehens kann sein, Gründe für eine verhaltensbedingte Kündigung zu schaffen.
In der Diskussion um Beyond Budgeting wird kritisiert, dass durch die übliche Koppelung der variablen Vergütung an die Zielvereinbarung leistungsmindernde Anreize entstehen. Einerseits haben Mitarbeiter, die nach dem Zielerreichungsgrad vergütet werden, ein generelles Interesse daran, möglichst leicht zu erreichende Ziele zu vereinbaren. Andererseits kann eine strikte Zielorientierung zu egoistischen und kurzfristigen Verhaltensweisen zu Lasten des Gesamtunternehmens führen. Ein Beispiel sind nachlassende Leistungen, wenn Ziele bereits vor Ende des Geschäftsjahres erreicht werden, um Puffer für das nachfolgende Jahr zu schaffen. Des Weiteren wird empfohlen, anstelle von fixen Zielen ausschließlich relative, selbst steuernde Ziele gegenüber geeigneten Benchmarking-Vergleichsgruppen zu vereinbaren, weil eine Leistungsmessung erst durch den Wettbewerbsvergleich aussagekräftig ist.

## Wirtschaftliche Aspekte
Insbesondere bei umfangreichen Projekten werden die Ziele exakt formuliert und die Wege dorthin durch Zwischenziele strukturiert, damit die Berechnung von Personal, Material und Kosten möglich wird, ein Zeitplan eingehalten und gegebenenfalls ein Szenario über den weiteren Fortschritt verfasst werden kann.
Zielprojektionen korrespondieren im Feld von didaktischen Projekten, gestützt auf eine fortlaufende Dokumentation der Ereignisse, zwingend stets mit einer letztendlichen Bestandsaufnahme der Ergebnisse der gemeinschaftlichen Unternehmung und einer Schlussanalyse des Erreichten. Es macht keinen Sinn, sich über ein Ziel Gedanken zu machen, dieses anzustreben und die Auswertung auf sich beruhen zu lassen. Schließlich ist auch die Feststellung des Erfolgs oder Misserfolgs und das Auskosten und Verwerten der Ergebnisse ein wesentlicher Grund für das Ansetzen des Projekts gewesen. Dies gilt für Projekte jeglicher Art. Diese letzte Phase eines erfolgreich abgeschlossenen Vorhabens kann im optimalen Fall auch in ein Folgeprojekt mit neuen Zielvereinbarungen münden.
Erfolg oder Misserfolg haben in jedem Fall auch Konsequenzen für die Beteiligten. Im Erfolgsfall wurde eine Wertschöpfung erreicht, die angestrebt war. Diese kann materieller oder ideeller Natur sein. Im Misserfolgsfall müssen geeignete Schlussfolgerungen aus den Analysen gezogen werden. Wurden für das Vorhaben öffentliche Gelder oder Sponsoren in Anspruch genommen, ist diesen gegenüber Rechenschaft abzulegen. Dies verpflichtet die Beteiligten zu einer gewissenhaften, realistischen Zielvereinbarung, die auch erreichbar ist. Wurde, wie bei aufwendigeren Projekten üblich, zwischen den Beteiligten ein Projektvertrag abgeschlossen, wobei die Teilnehmer in der Regel auch selbst in finanzielle Vorleistungen gehen müssen, spielt auch in dieser Hinsicht das Erreichen der Zielsetzungen und deren Reflexion eine wesentliche Rolle.